# Caripeta aretaria
Caripeta aretaria är en fjärilsart som beskrevs av Walker 1860. Caripeta aretaria ingår i släktet Caripeta och familjen mätare. Inga underarter finns listade i Catalogue of Life.